# Máquina de chiclete

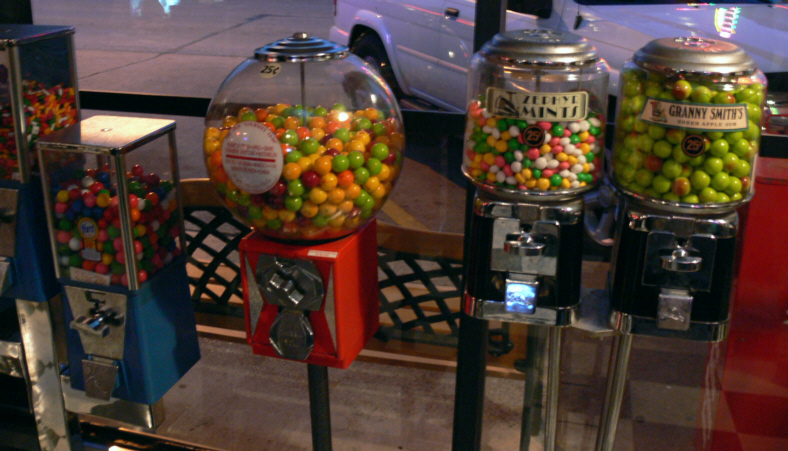
Uma variedade de modernas máquinas de chicletes em uma loja de Dallas.

Uma máquina de chicletes (em inglês:  gumball machines) é um tipo de máquina de venda automática, muito comum nos Estados Unidos, que descarrega um ou mais  chicletes, em troca de uma moeda inserida, geralmente centavos. Há vários modelos, tanto de máquinas, como de chiclete, sendo mais comuns, as gomas de mascar redondas.